# النظام التعليمي لعمليات طب الأسنان
النظام التعليمي لعمليات طب الأسنان (بالإنجليزية: The Dental Procedure Education System) أو ما يُعرف اختصارًا ب (DPES)، هو موقع على شبكة الإنترنت طوره أعضاء الهيئة التدريسية في كلية طب الأسنان في جامعة تورنتو بجهودٍ فردية وبالتعاون مع الإعلام التربوي وخبراء التكنولوجيا، يحتوي هذا الموقع على مجموعة من العمليات العلاجية التي تشمل تخصصات طب الأسنان كافة لتوفير بيئة تدريس وممارسة سريرية أشبه بالواقع في كليات طب الأسنان.

## الغاية
صمم النظام التعليمي لعمليات طب الأسنان خدمةً للاحتياجات التعليمية للطلاب في كلية طب الأسنان في جامعة تورنتو ومع نجاح هذا النظام التعليمي طُلب توفيره لبقية الكليات في العالم، ومن أهم فوائد هذا النظام:
- يسمح هذا النظام التعليمي بتصور العمليات التي يُجريها أطباء الأسنان خياليًا من خلال موقع سهل الوصول إليه على شبكة الإنترنت.
- يوفر رابطًا بين الدروس التعليمية والممارسة السريرية لتعليم الطلاب في الكلية.
- يعمل على توفير أحدث المعلومات والتطورات في مجال طب الأسنان لتحسين جودة النظام التعليمي.
- يُستخدم لمراجعة العملية قبل الشروع بجلسة العلاج لاستذكار الخطوات.
- يزود المرضى بمعلومات كافية حيال الإجراءات التي سيقوم بها طبيب الأسنان لتوطيد العلاقة بين المريض وطبيبه وسهولة الحصول على موافقة المريض قبل البدء بالعلاج.
- هيكلية النظام التعليمي
- يُقسم النظام التعليمي لعمليات طب الأسنان إلى جزأين أساسيين:
- نسخة عامة: تُقدم للمريض ومتاحة للجميع.
- نسخة لطلاب كلية طب الأسنان: متاحة للطلاب وأعضاء الهيئة التدريسية في جامعة تورنتو.

## النسخة العامة
تتوفر النسخة العامة من قبل كلية طب الأسنان كمصدر مفتوح للمعلومات وتعليم العناية بالأسنان باستخدام لغة بسيطة لشرح الخطوات العملية عن طريق تزويد المرضى بعروض فيديوية للرسوم المتحركة ثلاثية الأبعاد ولقطات الفيديو الفعلية والصور لتوضيح الخطوات مع وصف مقالي يدرج تحت الصور والفيديوهات لتزويد المريض بمعلومات إضافية ذات صلة.
- أوضح الأطباء أن المرضى الذين يستخدمون النظام التعليمي لفهم العملية قبل الخضوع لها تعرضوا لمستويات أقل من القلق والخوف.
- كما يمكن للمريض أن يراجع التوصيات التي أخبره بها طبيب الأسنان عبر الموقع بحسب نوع العملية التي أجريت له.

### نسخة طلاب طب الأسنان
صمم النظام التعليمي لعمليات طب الأسنان بالدرجة الأساس لطلاب كليات طب الأسنان لمحاكاة الممارسة السريرية، تتشابه نسخة الطلاب مع نسخة العامة بالعديد من الجزئيات ولكنها تختلف من ناحية اللغة والمصطلحات الموجهة للطلاب وممارسي مهنة طب الأسنان، كما يتضمن العرض الفيديوي شرحًا علميًا موسعًا للعملية مرفقًا معه أهم المصادر.

### الإنتاج
يتضمن النظام التعليمي لعمليات طب الأسنان عدة خطوات سابقة لنشر الفيديو أو المقالة إذ يكتب المقال من قبل أحد أعضاء الهيئة التدريسية في كلية طب الأسنان في جامعة تورنتو ثم يُراجع مرة أخرى عن طريق أساتذة آخرين، ثم تُعاد صياغة المقالة باستخدام مصطلحات بسيطة للنسخة العامة لتناسب مستوى القراء.